# Divjake
 Divjake  falu Horvátországban, a Tengermellék-Hegyvidék megyében. Közigazgatásilag Skradhoz tartozik.

## Fekvése
Fiumétól 40 km-re északkeletre, községközpontjától 3 km-re délkeletre fekszik.

## Története
Divjake plébániáját 1807-ben alapították, templomát 1829-ben építették.
A falunak 1857-ben 102, 1910-ben 74 lakosa volt. A falu a trianoni békeszerződésig Modrus-Fiume vármegye Delnicei járásához tartozott. 2011-ben a falunak 40 lakosa volt.

## Lakosság
| Lakosság változása | Lakosság változása | Lakosság változása | Lakosság változása | Lakosság változása | Lakosság változása | Lakosság változása | Lakosság változása | Lakosság változása | Lakosság változása | Lakosság változása | Lakosság változása | Lakosság változása | Lakosság változása | Lakosság változása | Lakosság változása |
| ------------------ | ------------------ | ------------------ | ------------------ | ------------------ | ------------------ | ------------------ | ------------------ | ------------------ | ------------------ | ------------------ | ------------------ | ------------------ | ------------------ | ------------------ | ------------------ |
| 1857               | 1869               | 1880               | 1890               | 1900               | 1910               | 1921               | 1931               | 1948               | 1953               | 1961               | 1971               | 1981               | 1991               | 2001               | 2011               |
| 102                | 91                 | 74                 | 82                 | 69                 | 74                 | 91                 | 83                 | 78                 | 85                 | 81                 | 61                 | 54                 | 44                 | 47                 | 40                 |

## Nevezetességei
Szent Izidor tiszteletére szentelt plébániatemploma 1829-ben épült. Egyhajós épület sokszög záródású szentéllyel és zömök harangtoronnyal, mely a nyugati homlokzat előtt áll.
A régi Lujziana út mentén, a jelenlegi Zágráb-Fiume közlekedési útvonal közelében található a Zeleni Vir vízierőmű. A Curak-patak vizét mintegy 50 méteres eséssel hasznosító nagynyomású üzemként épült. Az építkezés projektdokumentációját a Payer és társa cég készítette Valerian Reizner mérnökkel együttműködve, akinek tervei szerint az ozalyi vízerőmű is épült 1908-ban. A vízerőmű építésével párhuzamosan készült a Skradból Munjara felé vezető bekötőút is. A vízerőmű 1921-ben készült el. Az első villanykörte 1921. december 28-án gyulladt ki a skradi Zeleni vir szállodában. Az erőművet hivatalosan 1922. január 29-én helyezték üzembe. A megtermelt energiát távvezetékeken szállították Skradba és Kupjakba, egyúttal ellátták árammal a teljes Gorski kotart és Primorjét is. A Zeleni vir volt az első a Horvát Hegyvidéken, és egyike volt az első húsz erőműnek az akkori Jugoszláv Királyságban.